# 패러렐 마더스
《패러렐 마더스》(스페인어: Madres paralelas)는 2021년 개봉한 스페인의 드라마 영화이다. 페드로 알모도바르가 감독과 각본을 맡았다. 제78회(2021년) 베네치아 영화제 개막작이자 황금사자상 경쟁후보작이다.

## 줄거리
사진작가인 야니스 마르티네스는 법의학 고고학자인 아르투로와 사진 촬영을 하던 중 자신의 고향 마을에 있는 스페인 내전 희생자들의 집단 무덤 발굴을 도와달라고 요청한다. 아르투로는 재단 검토 후 돕기로 하고, 야니스와 관계를 맺어 야니스는 임신하게 된다. 아르투로는 아내가 암 치료 중임에도 야니스와 함께하고 싶어하지만, 야니스는 혼자 아이를 키우기로 결심한다.
야니스는 병원에서 10대 미혼모 아나와 같은 병실을 쓰게 되고, 둘은 비슷한 시기에 아이를 낳는다. 아이들은 검사를 받은 후 퇴원하고 야니스와 아나는 각자의 길을 간다. 하지만 연락을 주고받으며 아이들의 소식을 공유한다. 어느 날 아르투로가 아이를 보러 왔다가 아이가 자신의 아이가 아닌 것 같다는 반응을 보인다. 야니스는 유전자 검사를 통해 아이가 자신의 친딸이 아니라는 것을 알게 되지만, 아무에게도 말하지 않고 육아 도우미를 해고한다.
몇 달 후, 야니스는 집 근처 카페에서 일하는 아나를 다시 만나게 된다. 아나는 엄마가 배우의 꿈을 쫓아 떠나고 아기를 돌볼 사람이 없어서 힘든 시간을 보내고 있었다. 야니스는 아나를 자신의 집으로 초대하고, 아나는 눈물을 흘리며 자신의 아기가 영아돌연사증후군으로 사망했다는 사실을 털어놓는다. 야니스는 아나의 아기 사진을 보고 두 아이가 병원에서 바뀌었다는 사실을 확신한다.
야니스는 아나에게 가정부 일자리를 제안하며 자신의 집에서 아기와 함께 살게 한다. 야니스는 아나에게 알리지 않고 유전자 검사를 통해 아나의 딸이 자신의 딸임을 확인한다. 아나는 자신의 임신이 동급생들에게 성폭행을 당한 결과였다는 사실을 고백하고, 아버지 때문에 침묵을 강요받았다고 밝힌다. 야니스와 아나는 점점 가까워지지만, 야니스는 아나가 원하는 만큼 깊은 관계로 발전하는 것을 꺼려한다.
아르투로는 재단에서 집단 무덤 발굴을 승인했다는 소식을 전하고, 그의 아내도 암에서 회복되어 별거 중이라는 사실을 알린다. 세 사람은 함께 저녁을 보내고, 아나는 질투심을 느낀다. 아나의 엄마도 찾아와 배우의 꿈 때문에 좋은 엄마가 되지 못했던 것에 대해 후회한다고 고백한다.
야니스는 마침내 아나에게 모든 진실을 털어놓고, 아나는 분노하며 아이와 함께 떠난다. 야니스는 아르투로에게도 이 사실을 알리고 서로 위로하며 밤을 보낸다. 다음날 아나는 야니스에게 전화를 걸어 진정하고 야니스가 딸을 계속 볼 수 있도록 하겠다고 말한다.
몇 달 후, 야니스와 아르투로는 야니스의 고향 마을로 가서 집단 무덤 발굴을 준비한다. 아나와 딸도 그곳에 도착하고, 야니스는 자신이 임신 3개월째라는 사실을 알린다. 야니스는 딸이면 아나, 아들이면 자신의 증조부 이름을 따 안토니오라고 짓겠다고 말한다. 발굴은 성공적으로 끝나고 마을 사람들은 희생자들을 애도한다.

## 출연
- 페넬로페 크루스 - 하니스 마르티네스 모레노
- 아이타나 산체스히혼 - 테레사 페레라스
- 밀레나 스미트 - 아나 만소 페레라스
- 이스라엘 엘레할데 - 아르투로
- 훌리에타 세라노 - 브리히다
- 로시 데팔마 - 엘레나
- 다니엘라 산티아고
- 아델파 칼보
- 호세 하비에르 도밍게스
- 아나 펠레테이로
- 인마 오초아
- 트리니다드 이글레시아스
- 카르멘 플로레스
- 아란차 아랑구렌